# Dino Betti van der Noot
Dino Betti van der Noot (* 18. September 1936 in Rapallo) ist ein italienischer Jazz-Pianist, Big-Band-Leader, Arrangeur und Komponist.

## Leben und Wirken
Bettis Mutter und ein Cousin waren klassische Pianisten; er hatte 1946 bis 1951 Unterricht an der Musikschule in Pavia und 1959 Privatstunden in Mailand. In den 1970er Jahren studierte er am Berklee College of Music. Schon Ende der 50er Jahre leitete er eigene Formationen in Italien; er war aber in den 1960er Jahren außerhalb der Musikszene tätig. Von 1969 bis 1978 leitete er eine Amateur-Bigband, mit der er auch ein Album einspielte (Basement Big Band, 1978). Ab 1982 arbeitete er mit einer professionellen Bigband u. a. mit Franco Ambrosetti, Paul Bley, Bill Evans, David Friedman, Danny Gottlieb, Donald Harrison, Carmen Lundy, Paul Motian, Giancarlo Schiaffini, Steve Swallow und Gianluigi Trovesi. Seit den 1980er Jahren leitete Betti hauptberuflich die Mailänder Werbeagentur B Communications, für die er auch zahlreiche Jingles komponierte. 1987 arbeitete er mit einer eigenen Bigband in New York. Er nahm seit 1985 eine Reihe von Alben mit eigenen Formationen, für die er auch die Kompositionen und Arrangements schrieb, für die Label Innowo und Soul Note auf.

## Preise und Auszeichnungen
Für sein Album They Cannot Know wurde er mit dem Musica Jazz Polillo Award ausgezeichnet. Das Album Space Blossoms gewann 1989 den Kritikerpoll von Musica e Dischi. Here Comes Springtime war nach Ansicht von USA Today drittbestes Album des Jahres 1986.

## Diskographische Hinweise
- Here Comes Springtime (Soul Note, 1985) mit Gianluigi Trovesi, Franco Ambrosetti, Donald Harrison, Daniel Humair
- They Cannot Know (Soul Note, 1987) mit Giancarlo Schiaffini
- Space Blossoms (Innowo, 1988) mit Rudy Brass, Giancarlo Schiaffini, Donald Harrison, Gianluigi Trovesi, Hugo Heredia, Sandro Cerino, Paul Bley, Vittorio Cosma, Steve Swallow, Paul Motian, Luis Agudo, Jonathan Scully, Roberta Gambarini
- Ithaca/Ithaki (Soul Note, 2003) mit Giancarlo Schiaffini
- The Humming Cloud (SAM, 2006)